# Paralympiatravet
Paralympiatravet, fram till 2019 känt som Olympiatravet, är en årlig travserie för varmblodstravare i Sverige där finalen körs på Åbytravet i Mölndal söder om Göteborg efter tre deltävlingar där ettan kvalificerar sig till finalen. Därutöver delas wild cards ut. Loppet körs över distansen 2 140 meter med autostart. Det är det första storloppet under den svenska travsäsongen.
Det är ett Grupp 1-lopp, det vill säga ett lopp av högsta internationella klass. Loppets förstapris är 1,5 miljon kronor, vilket gör loppet till det tredje största loppet (efter Elitloppet och Åby Stora Pris) för den äldre eliten på svensk mark sett till vinstsumman.
Andra stora lopp som körs samma dag är Paralympiamontén, Lovely Godivas Lopp och Lyon Grand Prix. Finalerna av de båda pokalloppen Konung Gustaf V:s Pokal och Drottning Silvias Pokal för fyraåringar körs också samma dag.
Paralympiatravet bidrar årligen med ett ekonomiskt stöd till Sveriges paralympier. Sedan 1995 är ATG stolt huvudsponsor av parasporten och Sveriges paralympier, både genom Parasport Sverige och Sveriges Paralympiska Kommitté.
För att skapa bästa möjliga förutsättningar för våra svenska paralympier bidrar ATG årligen, i samband med finalen av Paralympiatravet, med ett ekonomiskt stöd. Rekordsumman år 2023 på drygt 2,4 miljoner kronor kommer från ATG:s spelare som under Paralympiatravets period spelat på V75. 

## Rekord
Med segrar i tre raka upplagor åren 2003, 2004 och 2005 är Gidde Palema, körd och tränad av Åke Svanstedt, den häst som vunnit loppet flest antal gånger. Löpningsrekordet i loppet är 1.10,0, vilket Ringostarr Treb och kusken Wilhelm Paal segrade på från ledningen i 2018 års upplaga. Den största skrällen i loppets historia är 2010 års segrare Copper Beech som vann till oddset 65,03.
När Torvald Palema vann 2008 års upplaga med Åke Svanstedt i sulkyn tog Svanstedt en sällsynt trippel, då hans två andra hästar, Adams Hall (körd av Johnny Takter) och Finders Keepers (körd av Stefan Söderkvist) kom på andra, respektive tredje plats.

## Vinnare
| År   | Häst               | Kusk               | Tränare           | Odds  | Tid    | Tvåa               | Trea               |
| ---- | ------------------ | ------------------ | ----------------- | ----- | ------ | ------------------ | ------------------ |
| 2024 | Önas Prince        | Per Nordström      | Per Nordström     | 4,04  | 1.10,1 | Kentucky River     | Beartime           |
| 2023 | San Moteur         | Björn Goop         | Björn Goop        | 1,47  | 1.10,8 | Hades de Vandel    | Rackham            |
| 2022 | Who's Who          | Örjan Kihlström    | Pasi Aikio        | 4,04  | 1.11,9 | Extreme            | Night Brodde       |
| 2021 | Délia du Pommereux | Éric Raffin        | Sylvain Roger     | 4,19  | 1.10,9 | Very Kronos        | Aetos Kronos       |
| 2020 | Elian Web          | Jorma Kontio       | Katja Melkko      | 10,49 | 1.12,2 | Cyber Lane         | Billie de Montfort |
| 2019 | Handsome Brad      | Carl Johan Jepson  | Ulf Stenströmer   | 1,41  | 1.11,0 | Bahia Quesnot      | Day or Night In    |
| 2018 | Ringostarr Treb    | Wilhelm Paal       | Jerry Riordan     | 3,61  | 1.10,0 | Giveitgasandgo     | Titty Jepson       |
| 2017 | Lionel N.O.        | Göran Antonsen     | Daniel Redén      | 14,79 | 1.10,9 | Your Highness      | Oasis Bi           |
| 2016 | Your Highness      | Björn Goop         | Fabrice Souloy    | 6,21  | 1.10,9 | Sauveur            | Anna Mix           |
| 2015 | B.B.S.Sugarlight   | Peter Untersteiner | Fredrik Solberg   | 8,89  | 1.10,7 | Oasis Bi           | Voltigeur de Myrt  |
| 2014 | Solvato            | Veijo Heiskanen    | Veijo Heiskanen   | 5,11  | 1.10,9 | Sanity             | Kash's Cantab      |
| 2013 | Maharajah          | Örjan Kihlström    | Stefan Hultman    | 2,80  | 1.11,0 | Roxana de Barbray  | Sebastian K.       |
| 2012 | Commander Crowe    | Christophe Martens | Fabrice Souloy    | 5,14  | 1.12,2 | Yarrah Boko        | Noras Bean         |
| 2011 | Brioni             | Joakim Lövgren     | Joakim Lövgren    | 8,43  | 1.11,4 | Marshland          | Yarrah Boko        |
| 2010 | Copper Beech       | Conrad Lugauer     | Conrad Lugauer    | 65,03 | 1.11,6 | Beanie M.M.        | Debbie Brodda      |
| 2009 | Triton Sund        | Örjan Kihlström    | Stefan Hultman    | 4,77  | 1.11,1 | Oiseau de Feux     | Torvald Palema     |
| 2008 | Torvald Palema     | Åke Svanstedt      | Åke Svanstedt     | 8,29  | 1.12,2 | Adams Hall         | Finders Keepers    |
| 2007 | Gentleman          | Thomas Uhrberg     | Kari Lähdekorpi   | 11,20 | 1.12,8 | Acclaim            | Hot Tub            |
| 2006 | Thai Tanic         | Björn Goop         | Olle Goop         | 6,46  | 1.13,0 | Super Light        | Order By Fax       |
| 2005 | Gidde Palema       | Åke Svanstedt      | Åke Svanstedt     | 1,51  | 1.12,9 | Kart de Baudrairie | Spring Ray         |
| 2004 | Gidde Palema       | Åke Svanstedt      | Åke Svanstedt     | 4,66  | 1.12,9 | Hilda Zonett       | Couch Doctor       |
| 2003 | Gidde Palema       | Åke Svanstedt      | Åke Svanstedt     | 19,92 | 1.13,1 | Flambeau des Pins  | Hilda Zonett       |
| 2002 | Varenne            | Giampaolo Minnucci | Jori Turja        | 1,13  | 1.12,4 | Egon Lavec         | Baron Pepper       |
| 2001 | Etain Royal        | Jorma Kontio       | Pirjo Vauhkonen   | 1,25  | 1.13,2 | Atom Tess          | Blue Fighter       |
| 2000 | Varenne            | Giampaolo Minnucci | Jori Turja        | 2,76  | 1.12,7 | General du Pommeau | Giant Cat          |
| 1999 | Scandal Play       | Bo Eklöf           | Lars Marklund     | 4,47  | 1.14,8 | Baron Pepper       | Lovely Godiva      |
| 1998 | Rival Damkaer      | Erik Adielsson     | Tommy Strandqvist | 16,66 | 1.16,2 | Gentle Star        | Scandal Play       |
| 1997 | Scandal Play       | Bo Eklöf           | Lars Marklund     | 7,37  | 1.13,7 | Frisky Frazer      | Blixten Pellini    |
| 1996 | Copiad             | Erik Berglöf       | Erik Berglöf      | 1,68  | 1.13,9 | Rival Damkaer      | Scandal Play       |
| 1995 | Copiad             | Erik Berglöf       | Erik Berglöf      | 1,51  | 1.13,6 | Ina Scot           | Tamin Sandy        |
| 1994 | Queen L.           | Stig H. Johansson  | Stig H. Johansson | 2,55  | 1.13,8 | Shan Rags          | Peace Corps        |
| 1993 | Queen L.           | Stig H. Johansson  | Stig H. Johansson | 2,94  | 1.14,3 | Nordin Hanover     | Houston Laukko     |
| 1992 | Bravo Sund         | Jorma Kontio       | Veijo Heiskanen   | 9,25  | 1.14,3 | Defiant One        | Timonier           |
| 1991 | Karate Chop        | Bo Näslund         | Bo Näslund        | 16,38 | 1.15,1 | On Guard           | Bravo Sund         |
| 1990 | Jet Ribb           | Hans G, Eriksson   | Per-Erik Eriksson | 6,77  | 1.14,6 | J.R. Broline       | The Big Apple      |
| 1989 | Callit             | Karl O. Johansson  | Karl O. Johansson | 1,39  | 1.14,9 | Abbey Rozz         | Bravo Sund         |
| 1988 | Sugarcane Hanover  | Gunnar Eggen       | Gunnar Eggen      | 5,83  | 1.14,4 | Callit             | Jet Ribb           |
| 1987 | Grades Singing     | Ulf Thoresen       | Hervé Filion      | 3,32  | 1.15,4 | Big Spender        | Utah Bulwark       |
| 1986 | Utah Bulwark       | Stig H. Johansson  | Stig H. Johansson | 2,50  | 1.14,5 | Mon Tourbillon     | Big Spender        |
| 1985 | Meadow Road        | Torbjörn Jansson   | Torbjörn Jansson  | 2,52  | 1.15,5 | Ogorek             | Lapito             |
| 1984 | Einarsin           | Tapio Perttunen    | Tapio Perttunen   | 39,45 | 1.15,1 | Kenvil             | Armbro Butler      |
| 1982 | Jana Bloc          | Ove R. Andersson   | Ove R. Andersson  | 2,08  | 1.18,8 | Lass Safari        | San Siro           |
| 1980 | Don Ego            | Stig H. Johansson  | Stig H. Johansson | 2,75  | 1.18,4 | Nimbus Sund        | Frej Båven         |
| 1979 | Pershing           | Berndt Lindstedt   | Berndt Lindstedt  | 1,20  | 1.17,9 | Express Gaxe       | Angels Flight      |